# Teodor Gaza

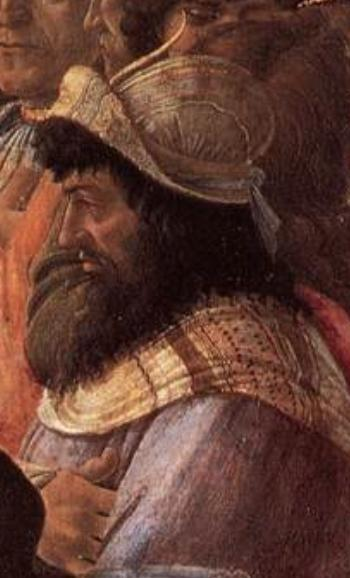
Retrat de Teodor Gaza, obra de Sandro Botticelli.

Teodor Gaza (en llatí Theodorus Gazes, en grec Θεόδωρος Γαζῆς, de vegades incorrectament anomenat Teodor de Gaza) fou un humanista i un dels darrers escriptors romans d'Orient.
Era nadiu de Tessalònica (alguns el suposaven erròniament d'Atenes), on va néixer aproximadament l'any 1400, quan la seva ciutat esta en mans dels otomans durant el primer període de l'Imperi Otomà (que va tornar a mans de l'Imperi Romà d'Orient el 1403), però va fugir a Itàlia (a Màntua) quan la seva ciutat fou ocupada altre cop pels otomans el 1430. Va estudiar llatí sota Vittorino da Feltre i el 1439 va anar al concili de Florència; el 1440 era a Siena i més tard es va establir a Ferrara on fou professor de grec a la universitat entre 1441 i 1450 sota el duc Lionel, i va fer diverses traduccions d'obres clàssiques com Politica d'Aristòtil i la Ilíada d'Homer.
El 1450 fou convidat a Roma pel papa Nicolau V on va fer més traduccions al llatí, i a la mort del papa el 1456 va anar a Nàpols on va rebre una pensió del rei Alfons el Magnànim al que fou recomanat pel secretari Panonnita. A la mort d'Alfons el 1458 va tornar a Roma i va quedar sota el patronatge del cardenal Bessarió mercès al qual va obtenir un benefici i una concessió de terres al sud del Regne de Nàpols, probablement a la Pulla o a Calàbria però el benefici era molt reduït i la seva tasca de traducció no quedava recompensada.
El Papa Sixt IV li va donar una recompensa tan petita per la traducció de l'obra De Historia Animalium d'Aristòtil, que es diu que la va tirar al riu Tíber. Quan Georgios Gemistos Plethon va emprendre una campanya contra l'aristotelisme (estava a favor del platonisme), Teodor Gaza va iniciar una campanya en defensa d'aquesta doctrina filosòfica, i va fundar a Ferrara una acadèmia per a contrarestar les doctrines que Plethon predicava des de la seva acadèmia de Florència.
Es va retirar a la seva finca i allí va morir uns anys després, el 1478. Les seves traduccions van ser elogiades per Hermolao Barbaro.

## Obres
Les seves obres foren: 
- Γραμματικῆς εἰσαγωγῆς τὰ εἰς τέσσαρα, o Introductivae Grammatices Libri IV.
- Περὶ μηνᾶν, o De Mensibus,
- Περὶ Ἀπχαιογονίας Τουρκων, Epistola ad Franc. Philelphum de Origine Turcarum

Les traduccions principals del grec al llatí foren: 
- Aristotelis de Historia Animalium Libri IX; De Partibus Animallium Libri IV; De Generatione Animalium Libri V.
- Aristotelis Problemata.
- Theophrasti Historia Plantarum Libri X i De Causis Plantarum Libri VI
- Alexandri Aphrodisiei Problematum Libri II.
- Aelianus de Instruendis Aciebus.

Les principals traduccions del llatí al grec foren:
- Μάρκου Τνλλίου Κικέρωνος ?ωμαίου Κάτων ἢ περὶ Γήρως, M. T. Ciceronis Cato sive de Senectute
- Ὄνειρος τοῦ Σκιπίωνος, Somnium Scipionis, de Ciceró.
- Una carta del Papa Nicolau V a Constantí XI Paleòleg darrer emperador romà d'Orient.[2]